# The Solo Album
The Solo Album è un album dal vivo del sassofonista jazz statunitense Sonny Rollins, pubblicato nel 1985.

## Tracce
1. Soloscope, Part 1 - 28:15
2. Soloscope, Part 2 - 27:55

## Formazione
- Sonny Rollins – sassofono tenore